# Schismatoglottis clausula
Schismatoglottis clausula är en kallaväxtart som beskrevs av S.Y.Wong. Schismatoglottis clausula ingår i släktet Schismatoglottis och familjen kallaväxter. Inga underarter finns listade.